# Newport (Oregón)
Newport es una ciudad ubicada en el condado de Lincoln en el estado estadounidense de Oregón. En el año 2000 tenía una población de 9532 habitantes y una densidad poblacional de 1073,1 personas por km².

## Geografía
Newport se encuentra ubicada en las coordenadas 44°36′16″N 124°3′17″O / 44.60444, -124.05472.

## Demografía
Según la Oficina del Censo en 2000 los ingresos medios por hogar en la localidad eran de 31 996 $ y los ingresos medios por familia eran 36 682 $. Los hombres tenían unos ingresos medios de 31 416 $ frente a los 26 582 $ de las mujeres. La renta per cápita para la localidad era de 20 580 $. Alrededor del 14,4 % de la población se encontraba por debajo del umbral de pobreza.